# NGC 5016
NGC 5016 est une galaxie spirale intermédiaire située dans la constellation de la Chevelure de Bérénice. Sa vitesse par rapport au fond diffus cosmologique est de 2 884 ± 19 km/s, ce qui correspond à une distance de Hubble de 42,5 ± 3,0 Mpc (∼139 millions d'al). NGC 5016 a été découverte par l'astronome germano-britannique William Herschel en 1785.
La classe de luminosité de NGC 5016 est III et elle présente une large raie HI. C'est aussi une galaxie dont le noyau présente un sursaut de formation d'étoiles (SBNG pour StarBurst Nucleus Galaxies).
À ce jour, neuf mesures non basées sur le décalage vers le rouge (redshift) donnent une distance de 40,089 ± 4,616 Mpc (∼131 millions d'al), ce qui est à l'intérieur des valeurs de la distance de Hubble.

## Groupe de NGC 5016
NGC 5016 est un des membres d'un trio de galaxies, le groupe de NGC 5012. L'autre galaxie du trio est UGC 8290.